# Gandhigram
Gandhigram es una ciudad censal situada en el distrito de Tripura occidental en el estado de Tripura (India). Su población es de 14572 habitantes (2011). Se encuentra a 10 km de Agartala, la capital del estado.

## Demografía
Según el censo de 2011 la población de Gandhigram era de 14572 habitantes, de los cuales 7928 eran hombres y 6644 eran mujeres. Gandhigram tiene una tasa media de alfabetización del 91,79%, superior a la media estatal del 87,22%: la alfabetización masculina es del 94,88%, y la alfabetización femenina del 88,08%.